# 城東村 (静岡県小笠郡)
城東村（きとうむら、英語: Kitō Village）は、日本にかつて存在した村である。静岡県小笠郡に属した。

## 概要
1955年（昭和30年）に静岡県小笠郡にて佐束村と土方村の2村が合併し、城東村が設置された。翌年には小笠郡中村を編入した。その後、村域の一部が小笠郡小笠町や小笠郡大浜町に編入されている。1973年（昭和48年）に城東村は大浜町と合併し、大東町が新設された。

## 地理

### 地勢
静岡県の西に位置していた。北に小笠山や佐束山が、西には高天神山が位置していた。村内を下小笠川や佐束川が南北に縦断していた。全域が現在の静岡県掛川市に含まれる。
- 山：佐束山、小笠山、高天神山
- 河川：佐束川、小貫川、下小笠川
- 湖沼：貝ヶ沢奥池、貝ヶ沢口池、尾沢池、近江ヶ谷池、小笠池[1]、仏沢池[2]、田ヶ池[3]

### 隣接していた自治体
- 静岡県
  - 掛川市
  - 袋井市
  - 小笠郡
    - 菊川町
    - 小笠町
    - 大浜町
    - 大須賀町

## 歴史

### 沿革

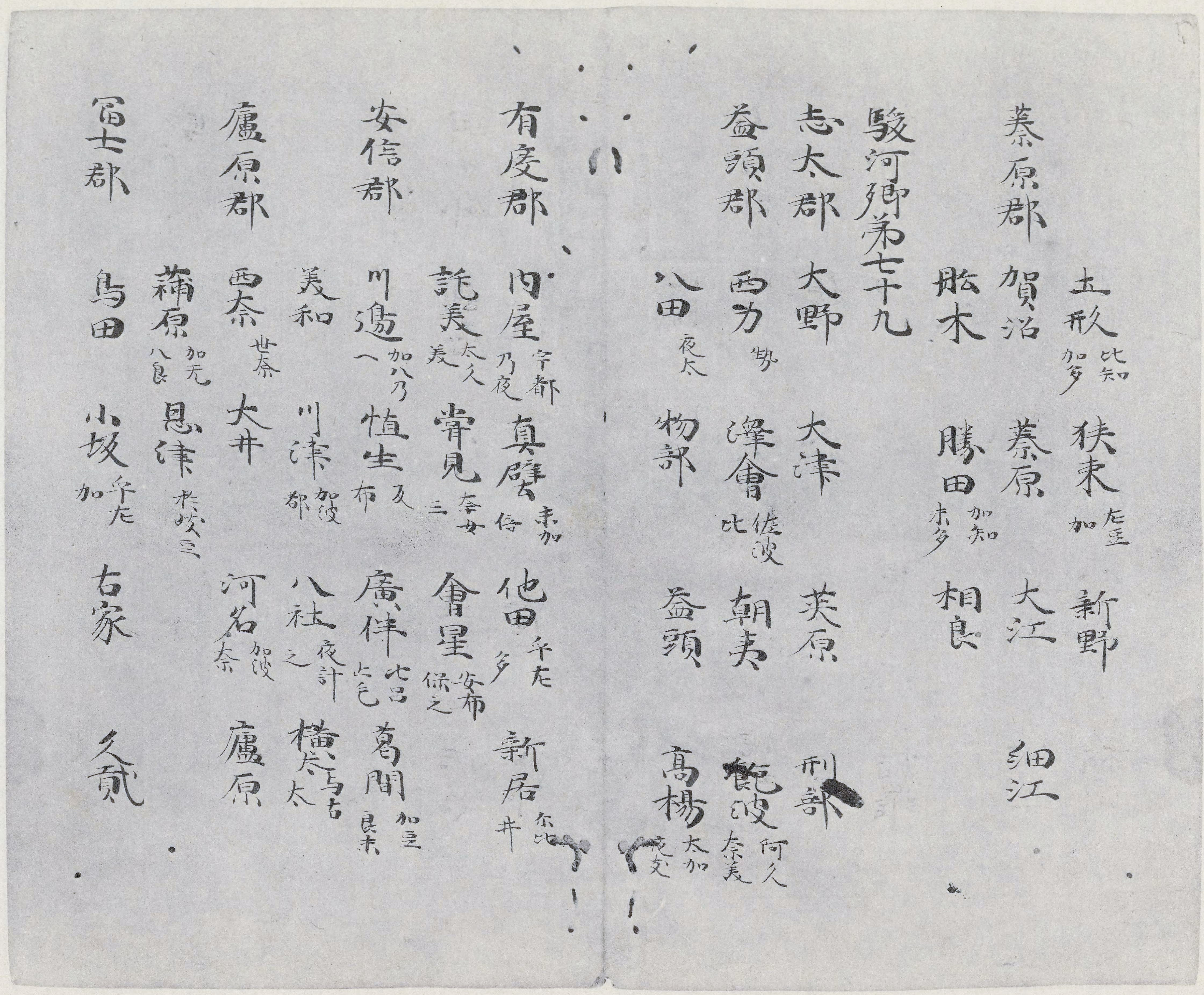
平安時代の『倭名類聚抄』の影印。遠江国城飼郡の郷として「圡形」と「狭束」が記載されており、和訓はそれぞれ「比知加多」と「㔫豆加」となっている

1955年（昭和30年）1月1日に静岡県小笠郡の佐束村と土方村が合併して、城東村が発足した。同年2月に山崎金一が初代村長に就任した。1956年（昭和31年）9月30日には中村を編入した。1957年（昭和32年）9月1日には、城東村の大石の一部が小笠町に編入されるとともに、城東村の中の一部が大浜町に編入された。1958年（昭和33年）1月1日には城東村の大石の一部が小笠町に編入された。同年4月1日には城東村の海戸の一部が小笠町に編入された。
山崎金一は1958年（昭和33年）4月に村長を退任し、同年4月に岡本善夫が後任の村長に就任した。岡本善夫は1962年（昭和37年）4月に村長を退任し、同年4月に赤堀孫平が後任の村長に就任した。1973年（昭和48年）4月1日、城東村と大浜町が合併して大東町が発足した。それに伴い、同年4月1日に城東村は廃止された。

### 年表
- 1955年 - 佐束村、土方村が合併して城東村を新設。
- 1955年 - 山崎金一が村長に就任[5]。
- 1956年 - 中村を編入。
- 1957年 - 一部を小笠町に編入、一部を大浜町に編入。
- 1958年 - 一部を小笠町に編入。
- 1958年 - 一部を小笠町に編入。
- 1958年 - 岡本善夫が村長に就任[5]。
- 1962年 - 赤堀孫平が村長に就任[5]。
- 1964年 - 小笠池竣工[1]。
- 1973年 - 城東村、大浜町が合併して大東町を新設。

## 行政

### 歴代村長
| 城東村 村長 | 城東村 村長 | 城東村 村長 | 城東村 村長 | 城東村 村長 |
| 代          | 氏名        | 氏名        | 就任日      | 退任日      |
| ----------- | ----------- | ----------- | ----------- | ----------- |
| 1           |             | 山崎金一    | 1955年2月   | 1958年4月   |
| 2           |             | 岡本善夫    | 1958年4月   | 1962年4月   |
| 3           |             | 赤堀孫平    | 1962年4月   | 1966年4月   |
| 4           | 1966年4月   | 赤堀孫平    | 1970年4月   |             |
| 5           | 1970年4月   | 赤堀孫平    | 1973年3月   |             |

## 経済

### 産業

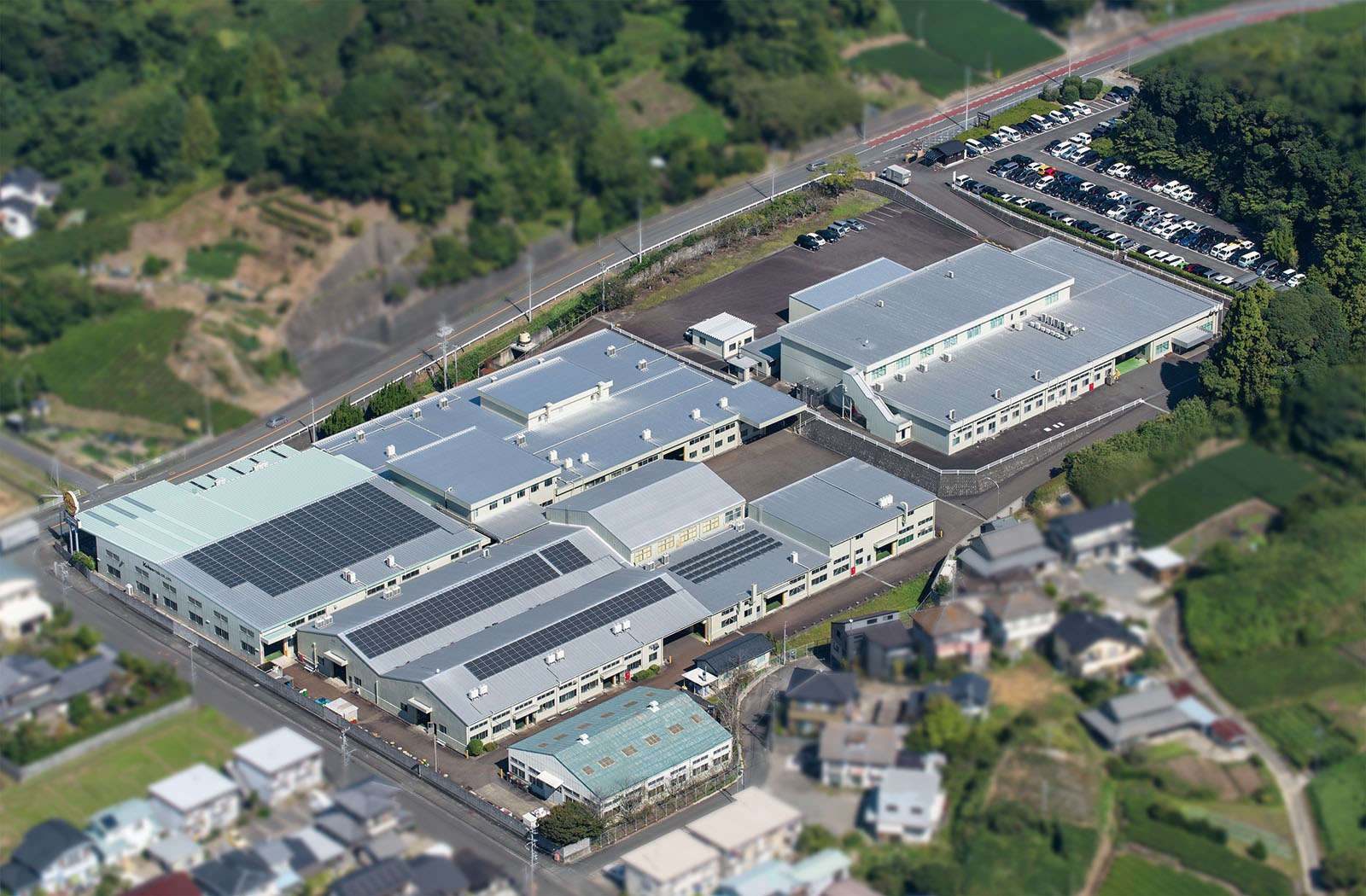
旧城東村に所在する山下工業研究所本社（2017年撮影）

城東村では農業が盛んであり、主産品として茶が重要視されていた。城東村立佐束小学校の校章にはチャノキの花と葉があしらわれるほどであった。
また、菊川照明の本社が設立されるなど、著名な企業の創業の地としても知られている。日本酒を醸造し品評会で入賞を繰り返した土井酒造場や、ソケットレンチで高いシェアを占める山下工業研究所なども操業しており、両社はかつての城東村の村域に現在でも本社を設置している。

### 主な企業
- 菊川照明株式会社
- 株式会社土井酒造場
- 株式会社山下工業研究所

## 教育
- 城東村立佐束小学校
- 城東村立土方小学校
- 城東村立中小学校
- 城東村立城東中学校

## 神社仏閣

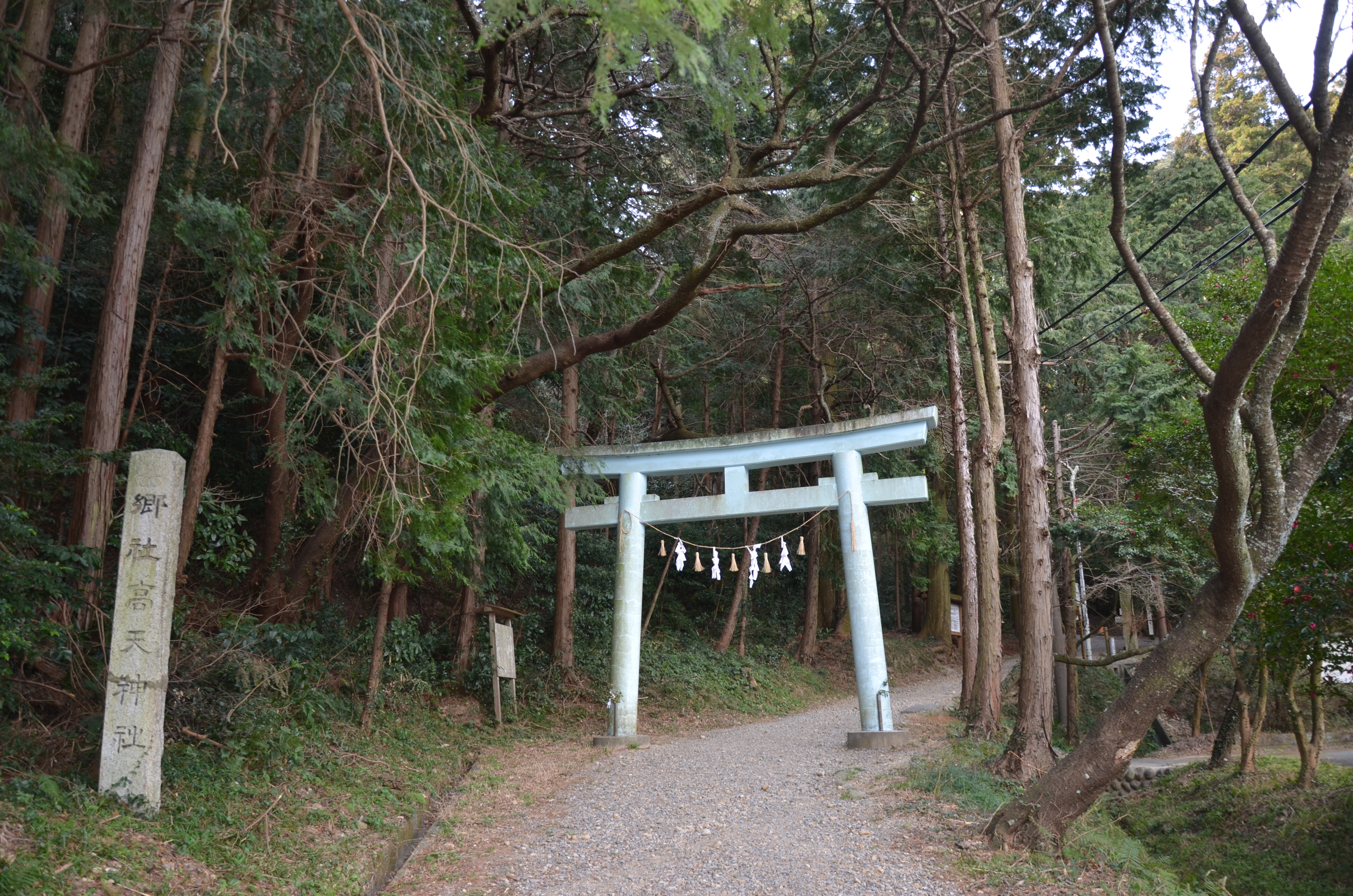
旧城東村に鎮座する高天神社の鳥居（2018年2月下旬撮影）

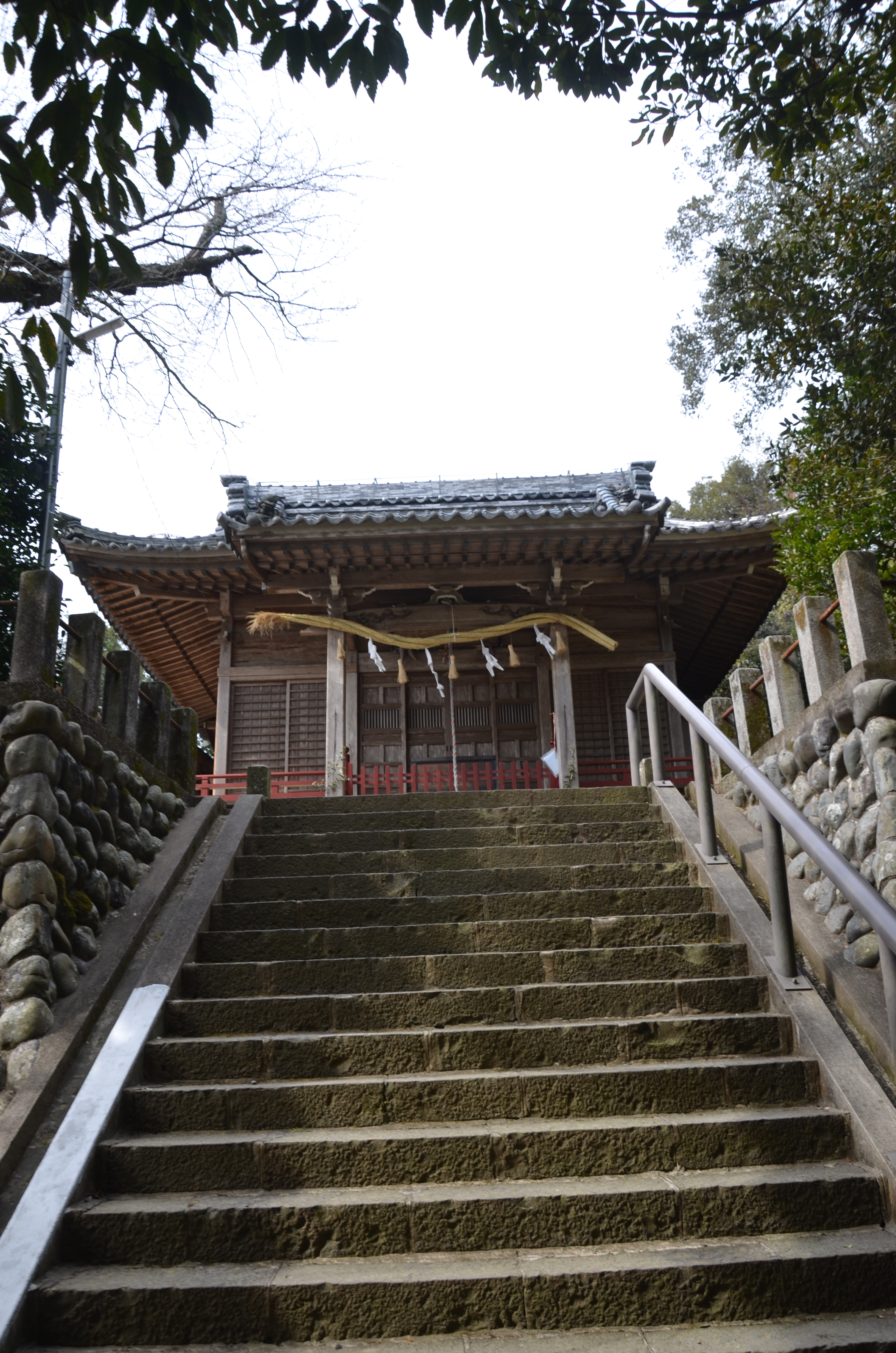
旧城東村に鎮座する高天神社の社殿（2018年2月下旬撮影）

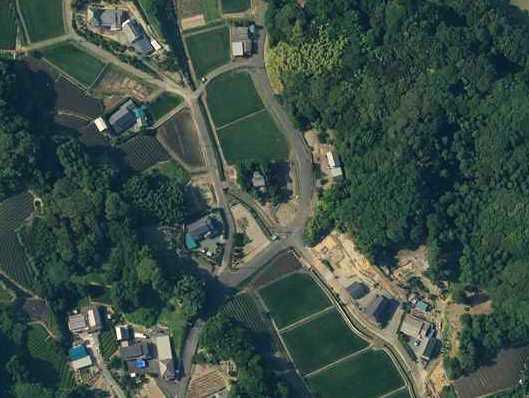
旧城東村に鎮座する比奈多乃神社の航空写真（2020年6月16日撮影）

村内には多数の神社が鎮座しており、人々の信仰を集めていた。かつての郷社としては、高天神社が鎮座していた。高天神社は高天神城を守護する神社として知られている。かつての村社としては、春日神社、二宮神社、八幡神社、小笠神社、素我神社、比奈多乃神社、津島神社、小谷神社、八坂神社、八幡神社、神明神社、赤山神社、津島神社、が鎮座していた。かつての無格社としては、白山神社、猿田彦神社、山王神社、などが知られている。なお、小笠神社は1919年（大正8年）に郷社に昇格し、1945年（昭和20年）には県社に昇格した。小笠神社は大須賀町に鎮座する三熊野神社や浜岡町に鎮座する高松神社とともに文武天皇の命により熊野三山から勧請されたため「遠州の熊野三山」と称される。
なお、城東村の中でも旧中村に鎮座する神社のほとんどは、村に満勝寺が創建された後に建てられた。また、高天神城の戦いの直後に創建や再興されたものが多いが、これは戦乱により避難を余儀なくされていた住民が帰村し祭祀を再興したためとみられる。具体的には、1086年に素我神社が創建され、同年（旧暦応徳2年）に天王社が勧請された。1447年には八幡社が、1491年には神明社が、それぞれ創建された。1586年には赤山神社が創建され、1587年には八坂社・八幡社が修築されるとともに、同年には諏訪神社も創建された。1649年には白山神社が創建された。
一方、村内には多数の寺院や堂宇も創建され、人々の信仰を集めていた。八相寺、宗禅寺、意正院、弘法堂、浮島堂、地蔵堂、などが知られている。
- 白山神社[7][9]
- 猿田彦神社[7][9]
- 二宮神社[7][8]
- 春日神社[7][8]
- 八幡神社[8]
- 小笠神社[8]
- 小谷神社[8]
- 比奈多乃神社[8]
- 津島神社[8]
- 高天神社[6]
- 山王神社[9]
- 素我神社[8]
- 八坂神社[8]
- 八幡神社[8]
- 神明神社[8]
- 赤山神社[8]
- 津島神社[8]
- 八相寺[7]
- 宗禅寺[7]
- 意正院[7][12]
- 弘法堂[7]
- 浮島堂[7]
- 地蔵堂[7]
- 今瀧寺

## 交通
村内に鉄道は敷設されておらず、駅も設置されていない。主要な道路は下記のとおりである。道路の呼称は現在のものである。
- 静岡県道38号掛川大東線
- 静岡県道79号吉田大東線
- 静岡県道247号中方千浜線
- 静岡県道249号掛川大東大須賀線
- 静岡県道251号袋井小笠線

## 名所・旧跡・観光スポット・祭事・催事

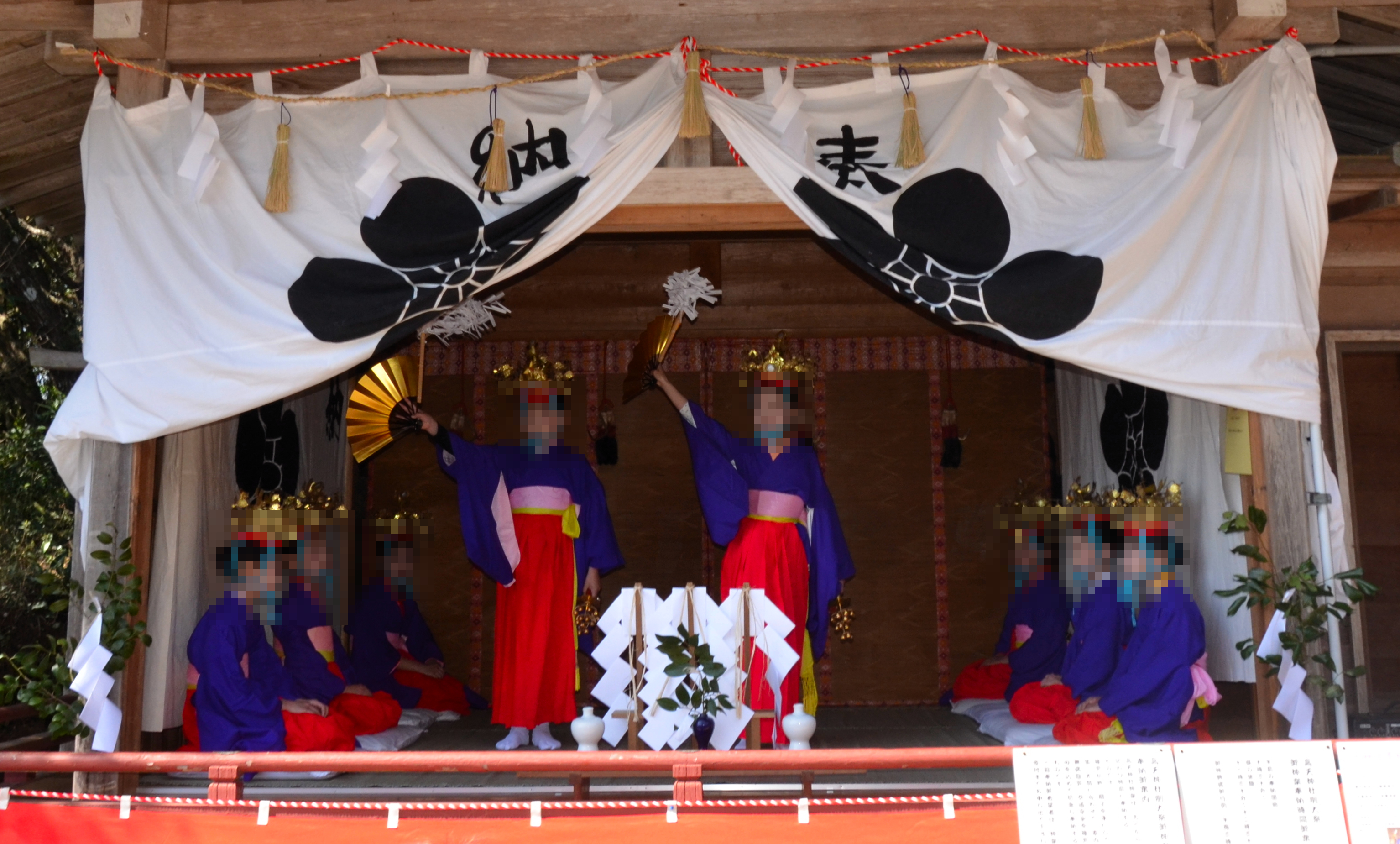
高天神社例大祭の神楽奉納（2018年3月25日撮影）

著名な祭事としては、小笠神社の矢矧祭、高天神社の例大祭、八坂神社の祇園祭などが挙げられる。
1086年（旧暦応徳2年）に始まった八坂神社の祇園祭は、1984年（昭和59年）に「大東町八坂神社の祇園囃子と祭礼行事」として静岡県指定無形民俗文化財に指定されている。
- 能ヶ坂砦跡
- 火ヶ峰砦跡
- 小笠山砦跡
- 高天神城跡
- 中村砦跡
- 小笠神社矢矧祭
- 高天神社例大祭
- 八坂神社祇園祭[13]

## 出身の人物
- 靑野卯吉（銀行家・政治家） - 土方村村長
- 石川嘉延（自治官僚・政治家） - 静岡県知事
- 鵜藤俊平（水泳選手） - ベルリンオリンピック銀メダリスト
- 加藤定吉（実業家・政治家） - 衆議院議員
- 菅沼五十一（詩人） - 浜松ユネスコ協会会長
- 杉浦佳子（自転車競技選手）[15][16][17][18] - VC福岡選手
- 鈴木登（内務官僚・政治家） - 青森県知事、長野県知事
- 高塚龜次郞（教育者・政治家） - 土方村村長
- 竹內薰兵（医師・医学者） - 竹内病院院長
- 角替九郞平（農家・政治家・銀行家） - 土方村村長
- 角替弘志（教育学者） - 常葉学園大学学長
- 角替利策（農芸化学者） - 絹業試験所技師
- 寺崎乙治郎（ジャーナリスト・政治家） - 静岡県会議長
- 原川孫九郞（政治家） - 佐束村村長
- 增田又右衞門（教育者） - 北浜高等女学校校長
- 松本亀次郎（言語学者・教育者） - 東亜高等予備学校教頭
- 山下宗一郎（実業家） - 山下工業研究所社長
- 吉岡彌生（医師・医学者） - 東京女子医科大学学頭
- 鷲山恭平（社会運動家・実業家・政治家） - 大日本報徳社副社長
- 鷲山恭彦（文学者・社会運動家） - 東京学芸大学学長

### 註釈
1. ↑  静岡県小笠郡大東町は、旧掛川市、大須賀町と合併し、2005年に新制掛川市が設置されたが、静岡県指定無形民俗文化財としての名称は「大東町八坂神社の祇園囃子と祭礼行事」のままであり改称されていない[14]。